# Маркин, Геннадий Иванович
Геннадий Иванович Маркин (5 ноября 1946, пос. Аргаяш, Челябинская область — 2 сентября 2017, Нижний Тагил, Свердловская область) — художник-график, мастер черно-белой и цветной линогравюры Х3. Член Союза художников СССР. Работает преимущественно в технике акварели, монотипии, печатной графике и в технике витража. Член Союза художников России с 1980 года.

## Биография
Родился 5 ноября 1946 в поселке Аргаяш в Челябинской области в простой рабочей семье Ивана Маркина.
С 1965 по 1970 учился на художественно-графическом факультете Нижнетагильского государственного педагогического института у педагогов В. Г. Могилевича, С. М. Крашенинникова, Л. И. Перевалова.
С 1970 по 1974 преподавал на кафедре живописи художественно-графического факультета Нижнетагильского государственного педагогического института.
С 1971 участвовал во множестве областных, зональных, республиканских, всесоюзных и зарубежных художественных выставок.
С 1969 работал художником-оформителем Дома культуры им. М.Горького, художник кинотеатра «Сталь».
С 1974 работал художником-оформителем в Нижнетагильских Художественно-промышленных мастерских.
С 1976 по 1977 работал в составе творческой бригады на Нижнетагильском металлургическом комбинате им. В. И. Ленина.
С 1996 — свободный художник.
Творчески работал в 1977 в Дом творчества Союз художников РСФСР «Челюскинская дача», Московская область, на пленэрах — 1979 Новый Уренгой, Тюменская область.
Работал в области монументально-декоративного искусства в технике витража.
Художественные работы хранятся в коллекциях Нижнетагильского музея изобразительных искусств, Екатеринбургского музея изобразительных искусств.

## Творческие работы

### Общественные здания
Оформлял общественные здания в Нижнем Тагиле:
- Дом художника,
- Городской Дворец бракосочетания,
- Горно-металлургический колледж,
- Спортивный комплекс «Дельфин»,
- Политехническую гимназию,
- Свято-Троицкий кафедральный собор в Алапаевске.

### Цветные линогравюры
- Цветная линогравюра «Горбатый мост». Из серии «Земля Тагильская». 1980 год.
- Цветная линогравюра «Центр связи». Из серии «Поселок в тундре». 1980 год.
- Цветная линогравюра Дыхание мартена" Нижний Тагил Внеш.р. 85x93. Внут.р. 57x63. 1981 год.

### Монотипии
- «Улица Черепановых». 1986 год. Бумага.

## Художественные выставки
городских Нижний Тагил, Нижнетагильский музей изобразительных искусств Выставочный зал Нижнетагильское городское отделение Всероссийской творческой общественной организации «Союз художников России» 1971 — VI весенняя отчетная выставка тагильских художников;
- 1972 — VII тагильских художников к 250-летию Нижнего Тагила;
- 1975 — К 30-летию Победы в Великая Отечественная война;
- 1976 — К XXV съезду КПСС;
- 1976, 1979, 1980, 1982, 1984 — Молодых художников Тагила;
- 1977 — К 60-летию Октября;
- 1978 — К 60-летию ВЛКСМ;
- 1979 — «День города»;
- 1980 — К 25-летию Нижнетагильских ХПМ;
- 1980 — Весенняя молодых художников Нижнего Тагила;
- 1981 — К XXVI съезду КПСС;
- 1981 — К 75-летию городской партийной организации;
- 1982 — К 260-летию Нижнего Тагила;
- 1982 — Произведений молодых художников Нижнего Тагила (совместно с Н. Бортновой, В. Кузнецовым, Г. Маркиным, В. Наседкиным, О. Подольским);
- 1984 — Молодых художников;
- 1984 — «Этюд и рисунок»;
- 1985 — К 40-летию Победы в Великая Отечественная война;
- 1986 — Ко Дню города;
- 1987 — Тагильских художников;
- 1992 — В рамках фестиваля искусств «Тагильская весна»;
- 1992 — Выставка-презентация галереи «Nikart»;
- 1994 — «Тагильские художники в собрании НТМИИ». В рамках фестиваля искусств «Тагильская весна»;
- 1994 — Тагильских художников-графиков «Новые поступления музея 1988—1994 гг.», из серии «Экспозиции юбилея»;
- 1994 — «Портрет. Натюрморт»;
- 1995 — «Весна»;
- 1995 — 40 лет Художественно-промышленные мастерских Художественного фонда РСФСР;
- 1997 — Этюдов;
- 2000 — К 10-летию Нижнетагильское городское отделение Всероссийской творческой общественной организации «Союз художников России»;
- 2003 — К 60-летию Нижнетагильское городское отделение Всероссийской творческой общественной организации «Союз художников России»;
- 2005 — «Художники — родному городу»;
- 2006 — Ко Дню города;
- 2006 — «Глубокая печать» в рамках проекта «Печатная графика»;
- 2008 — «Дом, семья, счастье», ко Дню города-2008;
- 2012 — К 70-летию Нижнетагильское городское отделение Всероссийской творческой общественной организации «Союз художников России» и др.

областных Свердловск 1975, 1976 — «Выставка молодых художников»;
- 1975 — «К 30-летию Победы»;
- 1977 — «60 лет Октября»;
- 1979 — Тагильских художников
- 1981 межобластная — Молодых художников, Челябинск-Свердловск
- зональных-региональных «Урал социалистический» 1979, Тюмень, 1985, Свердловск; 1991 — «Урал VII», Курган
- республиканских Москва 1976 — «Молодость России», ЦВЗ; 1980, 1985 — «Советская Россия»; 1981 — «По родной стране»
- всесоюзных Москва 1981 — Советский эстамп; 1984 — III Всероссийская эстампа
- зарубежных 1982, 1984 — Произведений молодых художников Нижнего Тагила, Хеб/ Чехословакия